# مجمع اهل بیت کانادا

اجلاس مجمع اهل بیت کانادا در تالار پارلمان این کشور

مجمع اهل بیت کانادا سازمانی غیر انتفاعی و خیریه است که در سال ۱۳۷۲ هجری شمسی، مطابق با سال ۱۹۹۳ میلادی، تحت عنوان "مجمع اهل بیت آمریکای شمالی" در شهر تورنتو تأسیس گردید.

## بنیانگذاران
بنیانگذاران و نخستین اعضاء هیأت امناء این مجمع عبارت بودند از : سید رضا حسینی نسب (به عنوان دبیر کل)، سید محمد رضوی، سید زکی باقری، غلام عباس ساجن و عطا حسین.

## فعالیت‌ها
مهمترین فعالیت‌های این مجمع عبارتند از :
- ایجاد ارتباط و هماهنگی میان بیش از هشتاد مرکز اسلامی شیعیان در کانادا.
- برگزاری کنفرانس‌های بزرگ علمی.
- آموزش علوم و معارف اسلامی.

## دعوت از سیاست‌مداران کانادا
مجمع اهل بیت کانادا جهت آشنایی کارگزاران و سیاست‌مداران این کشور با جامعه مسلمانان، از مسئولان کانادا برای سخنرانی و گفتگو با رهبران جامعه شیعیان مقیم این کشور در اجلاسهای بزرگ خود دعوت به عمل می‌آورد.
تا کنون، وزیران مهاجرت و امور شهروندی، رئیس حزب نیو دموکرات، رهبر حزب لیبرال، رهبر حزب محافظه کاران انتاریو، نمایندگان پارلمان کانادا و رئیس کمیسیون حقوق بشر در ایالت انتاریو در همایش‌های این مجمع سخنرانی داشته‌اند.